# Spilosoma virginica
Espèce
La Diacrisie de Virginie (Spilosoma virginica) est une espèce de lépidoptères (papillons) de la famille des Erebidae et de la sous-famille des Arctiinae. Elle est répandue en Amérique du Nord.

## Description
L'imago de Spilosoma virginica est un papillon d'une envergure d'environ 50 mm, qui possède des ailes blanches avec quelques points noirs. La tête et le thorax sont blancs, tandis que l'abdomen est blanc et jaune, avec des points noirs disposés en bandes longitudinales. Les pattes arrière sont noires et jaunes, alors que les autres sont noires et blanches. Les antennes bipectinées sont blanches du côté dorsal et noires du côté ventral.
La chenille est densément couverte de longues soies, dont la couleur peut être blanche, jaune, orange ou rougeâtre.

## Répartition
L'espèce est répandue à travers les États-Unis et le Canada, d'une côte à l'autre. Elle est plus commune à l'est.

## Biologie
La chenille est polyphage et se nourrit de plantes herbacées et d'arbustes.

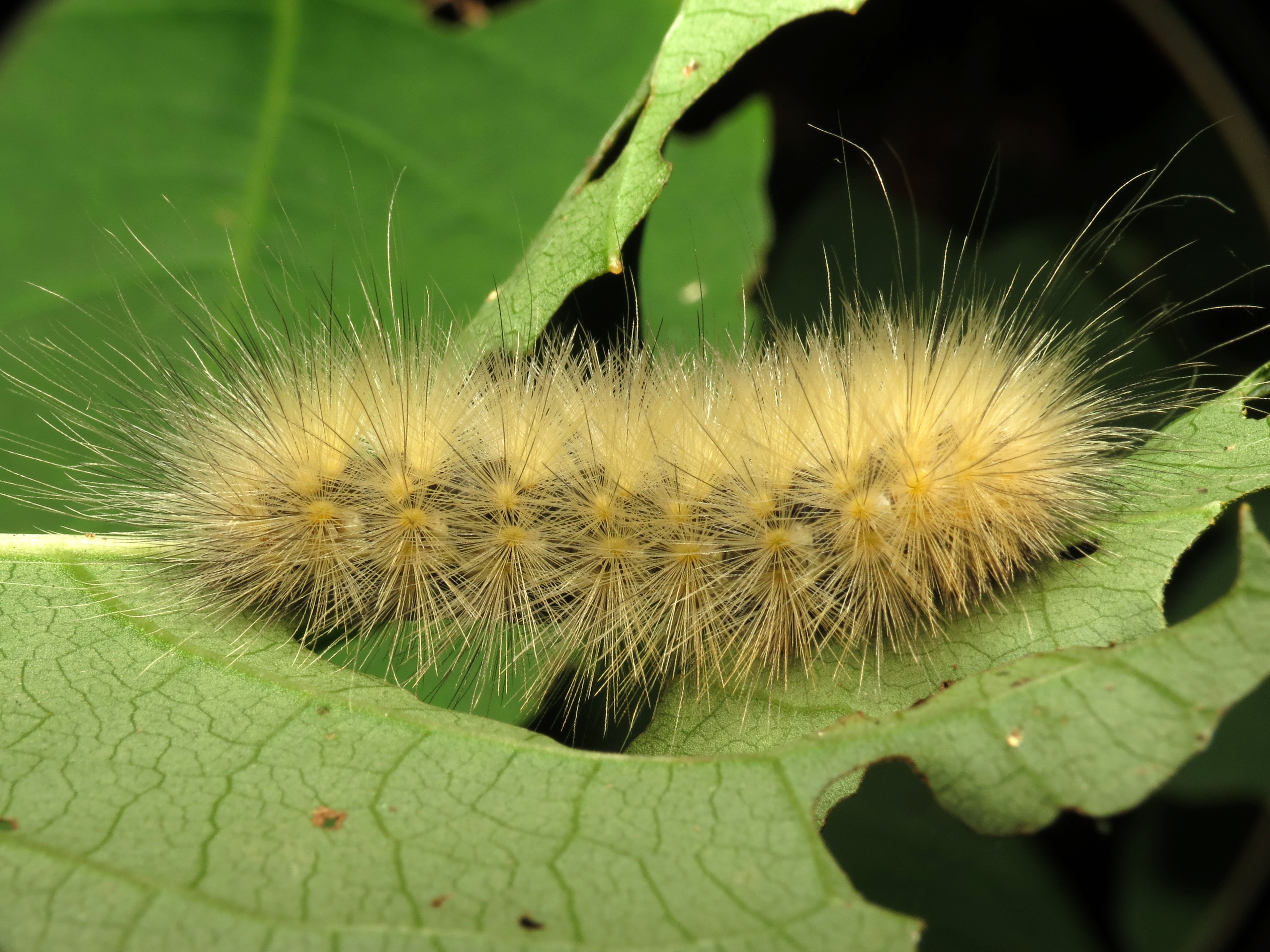
Chenille se nourrissant de Renouée du Japon.
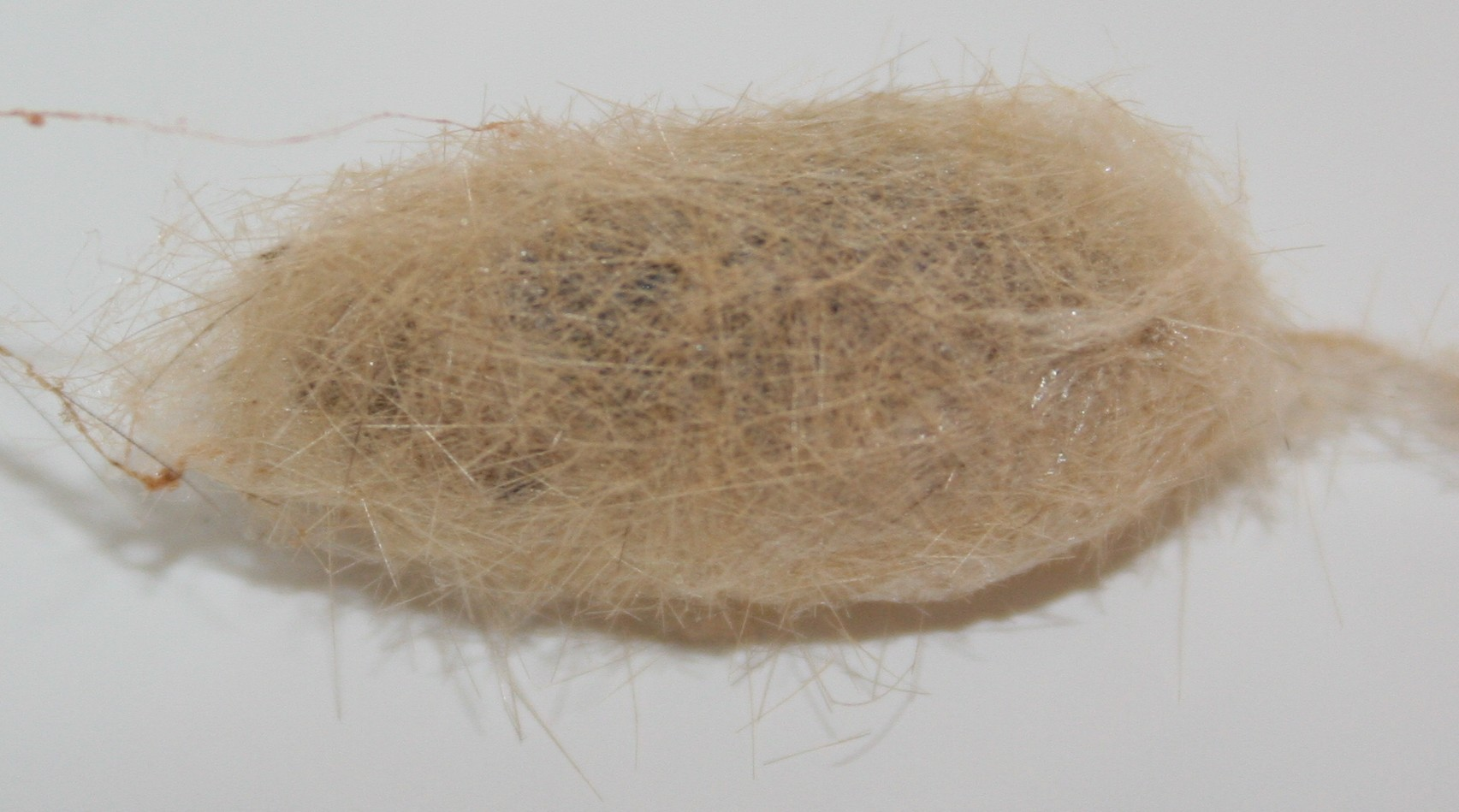
Cocon.
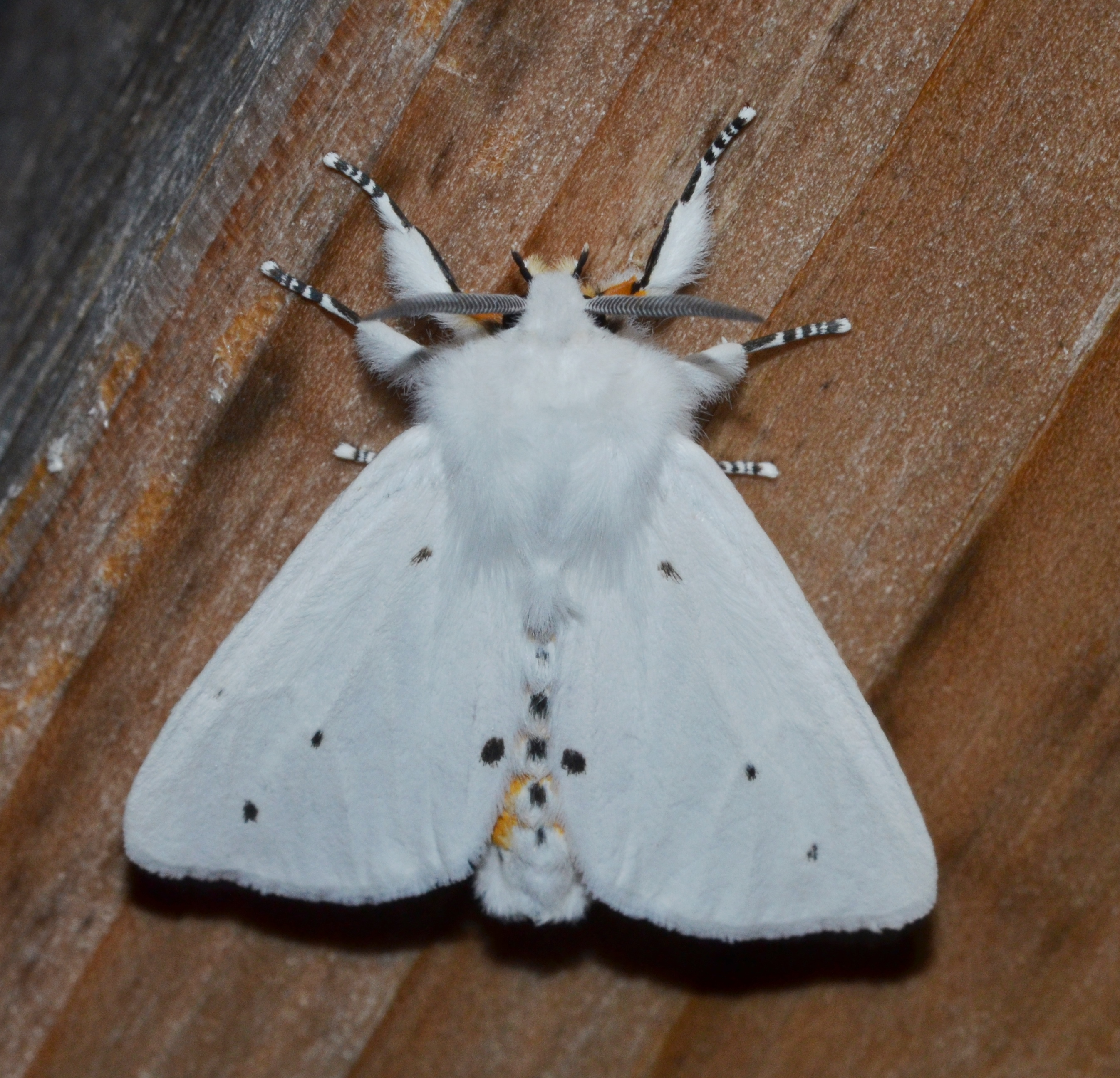
Papillon.